# Piaggio Ape

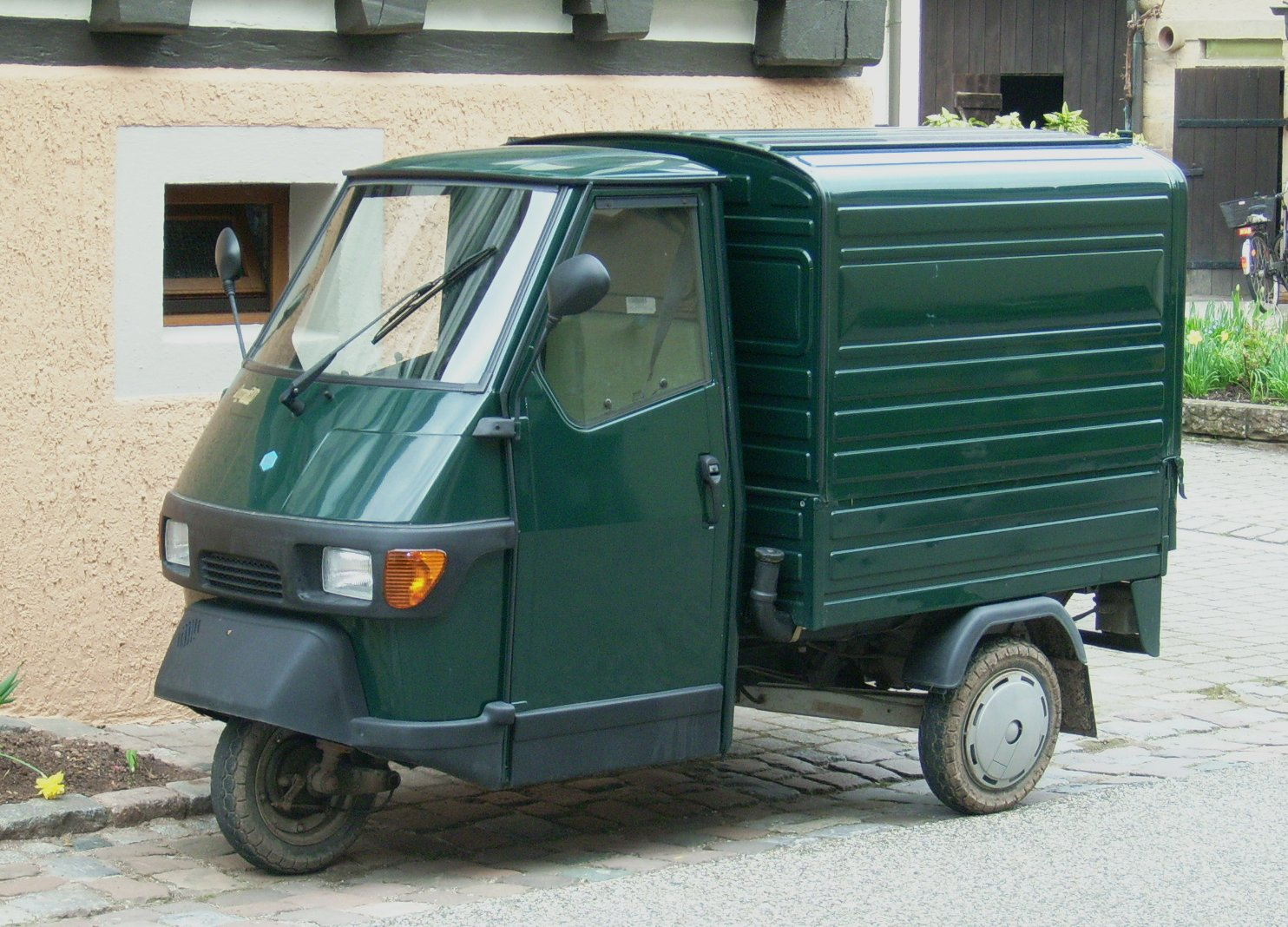
Piaggio Ape

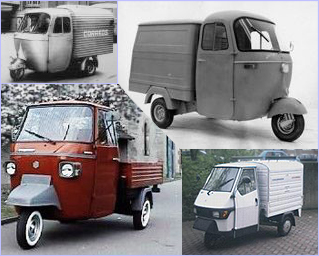
Enkele P-50 Vespacars

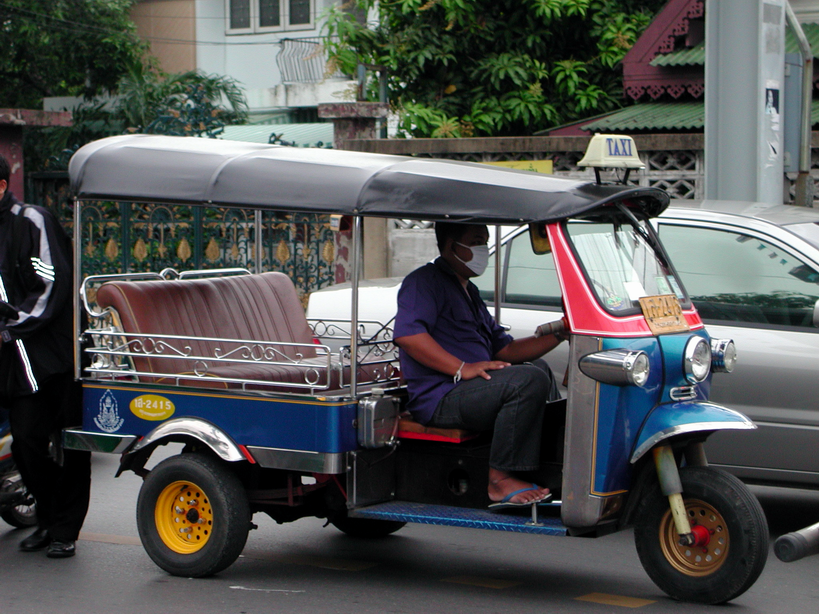
Tuktuk

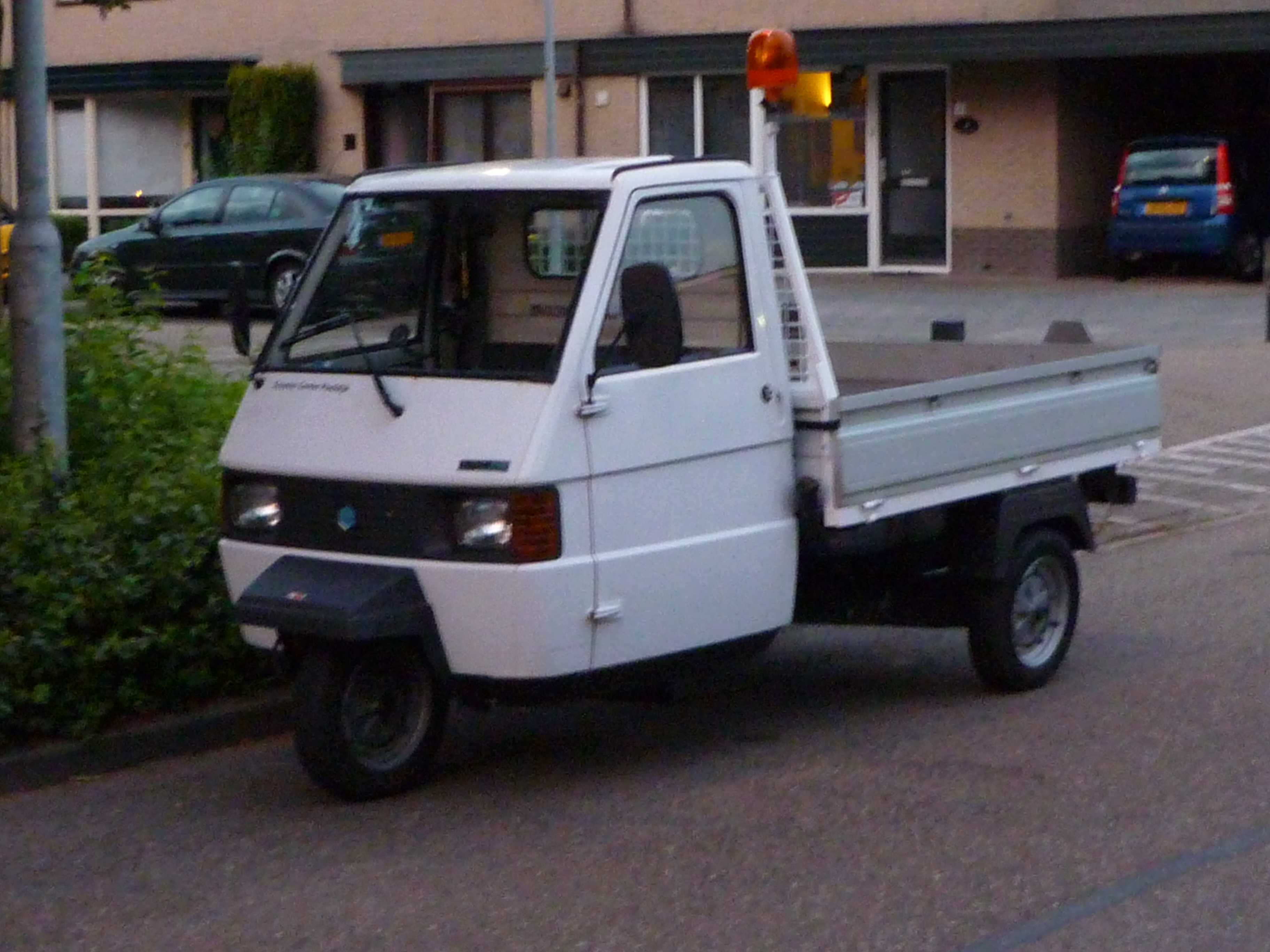
Met zwaailicht

De Piaggio Ape, ook wel Vespacar of Ape (Italiaans voor bij, spreek uit als apéé), is een lichte, driewielige bedrijfswagen.
De Ape wordt sinds 1948 door de Italiaanse fabrikant Piaggio geleverd en komt hier vooral in de eenpersoonsuitvoering (Ape 50) of tweepersoonsversie (P2 of TM) voor.
In India en Mexico produceert Bajaj Auto Vespacars onder licentie. Deze zijn verwant aan de tuktuk, die onder andere in Thailand rijdt.
Vespa/Piaggio maakt zelf echter ook veel meer modellen, zowel met drie als met vier wielen, meestal met een tweetaktmotor met mengsmering. Er zijn ook diesel- en elektrische uitvoeringen. De maximum (haalbare) snelheid verschilt per model, maar ligt doorgaans zo rond de 50 tot 60 km/h. De gangbare snelheid is echter ca. 25 tot 45 km/h. Welke snelheid men mag rijden, hangt ook af van het type rijbewijs.
De meeste zijn bedoeld om kleine vrachten mee te vervoeren, maar er worden ook volwaardige brommobielen gemaakt. Sinds september 2005 geldt er een kentekenplicht in Nederland.

## Trivia
- In de verhalen van Olivier B. Bommel en Tom Poes rijdt de kruidenier Grootgrut in een Vespacar.